# Stan (Software)
Stan ist eine Software, welche für Fragestellungen der bayesschen Statistik mit Hilfe der Monte-Carlo-Simulation verwendet wird.
Stan wurde an der Columbia University entwickelt in Anlehnung an das BUGS-Projekt und mit ähnlicher Syntax. Der Name der Software wurde zu Ehren des Mathematikers Stanisław Marcin Ulam gewählt, einem Pionier in der Forschung zur Monte-Carlo-Simulation. Stan kann über die Kommandozeile sowie mit Hilfe von Einbindungen in R, Python, MATLAB, Julia und Stata verwendet werden. Stan konvertiert eine Modellbeschreibung nach C++ und kompiliert es in eine ausführbare Datei. Diese kann zusammen mit Daten ausgeführt werden.